# Kostel Nejsvětější Trojice (Nový Bydžov)
Kostel Nejsvětější Trojice se nalézá v parku severovýchodně od centra města Nový Bydžov v okrese Hradec Králové. Barokní kostel Nejsvětější Trojice je od 15. prosince 2009 chráněn jako kulturní památka ČR. Národní památkový ústav tento kostel uvádí v katalogu památek pod rejstříkovým číslem ÚSKP 103808.

## Historie
Původně hřbitovní luteránský kostel z let 1601–1620 byl barokně přestavěn v letech 1717–1718 dle plánů mladoboleslavského architekta Mikuláše Rossiho. Hřbitov byl později zrušen. V současnosti je kostel Nejsvětější Trojice filiálním kostelem Římskokatolické farnosti – děkanství Nový Bydžov.

## Popis
Kostel je jednolodní obdélná stavba s polygonálně uzavřeným presbytářem, v západním průčelí je mírně předsunutý rizalit vrcholící štítem, dvě barokní věže s cibulovými báněmi a hlavní vstup do kostela. Fasáda je členěna lizénami. Presbytář je zaklenut křížově, loď kostela je plochostropá.
Kostelní mobiliář je převážně barokní z 18. století: portálový hlavní oltář (čtvrtina 18. století) s obrazem Nanebevzetí Panny Marie a sochami českých patronů, boční oltáře jsou rokokové z poloviny 18. století, barokní obrazy z 18. století. Uvnitř kostela a v jeho vnějších zdech jsou náhrobní kameny novobydžovských měšťanů z počátku 19. století.